# Cerkiew św. Piotra w Jafie
Cerkiew św. Piotra – cerkiew prawosławna w Tel Awiwie, w dzielnicy Jafa. Jedna ze świątyń wzniesionych przez rosyjską misję prawosławną w Jerozolimie, należy do monasteru św. Tabity w Tel-Awiwie.

## Historia
Cerkiew została wzniesiona z inicjatywy kierownika rosyjskiej misji prawosławnej w Jerozolimie archimandryty Antonina. Miała wchodzić w skład kompleksu zabudowań przeznaczonych dla pielgrzymów przybywających do Jafy, odwiedzających miejsca, w jakich według tradycji żył apostoł Piotr, po drodze do Jerozolimy. Budowa została rozpoczęta w 1884; pracowali na niej artyści włoscy oraz miejscowi. Ikony napisał Rosjanin A. Ledakow. Obiekt był gotowy po dziesięciu latach i został poświęcony przez patriarchę jerozolimskiego Gerazyma. W sąsiedztwie obiektu wzniesiono monaster, dom dla misjonarzy oraz dom pielgrzyma; patronką całego kompleksu została św. Tabita.
W latach 1995–2000 budynek był gruntownie remontowany.

## Architektura
W przygotowywaniu projektu budynku uczestniczył archimandryta Antoni, który postanowił wznieść świątynię w stylu bizantyjskim. Kierowana przez niego misja ufundowała również dwurzędowy ikonostas. Obiekt miał również dominować w panoramie Jafy i podkreślać obecność Rosjan w Ziemi Świętej, dlatego jego dzwonnica była najwyższym budynkiem w mieście.
Dekorację wnętrza cerkwi kontynuował archimandryta Leonid (Siencow) od 1905. Z jego inicjatywy do Jafy przybyli mnisi z ławry Poczajowskiej, którzy wykonali na ścianach cerkwi freski ze scenami z życia patrona cerkwi. Na głównych filarach budynku wykonali portrety Świętych Piotra i Pawła oraz apostołów.